# Batalla de Butxa
|  | Aquest article es refereix a esdeveniments derivats de la Invasió russa d'Ucraïna del 2022. |

La batalla de Butxa va ser una batalla pel control de la ciutat de Butxa entre les forces armades russes i ucraïneses durant la Invasió russa d'Ucraïna del 2022. Com a part de l'ofensiva de Kíiv, les forces russes van buscar el control de Butxa, Irpín i Hostómel per encerclar i assetjar la capital ucraïnesa Kíiv des de l'oest. A causa de la intensitat de l'ofensiva, l'Administració estatal de l'oblast de Kíev va considerar que Butxa, juntament amb Irpín, Hostomel, l'autopista M06 i Víxhorod com els llocs més perillosos de l'Óblast de Kíiv.

## Preludi
Al començament de la invasió, al nord de Butxa, a la ciutat de Hostòmel, les forces russes van capturar l'aeroport de Hostòmel i van establir un punt de peu a la ciutat. Tot i que l'exèrcit ucraïnès va disputar l'ocupació russa a Hostòmel, les forces russes van començar a moure's cap al sud per capturar Butxa i la propera ciutat d'Irpín amb l'objectiu d'encerclar Kíev.
Abans de la batalla, el 25 de febrer de 2022, es va informar que els soldats russos van capturar un complex d'apartaments a Butxa o prop de Butxa i van desallotjar els residents abans de retirar-se als boscos.

## Batalla

### 27-28 de febrer de 2022
El 27 de febrer, les forces ucraïneses van informar que les forces terrestres russes havien avançat cap a Butxa, començant així la batalla per la ciutat. Les forces incloïen tancs, VDV russos, unitats d'enginyeria i pont, i reserves del 36è Exèrcit d'armes combinades. L'artilleria russa va bombardejar la ciutat, danyant diverses cases, edificis i altres infraestructures en el procés. Els residents van denunciar haver perdut l'accés a l'aigua, el gas i l'electricitat a causa del bombardeig. Més tard, les forces russes van aconseguir trencar la ciutat i elements d'esta van avançar cap a la ciutat veïna d'Irpín, iniciant així també la batalla d'Irpín. Un resident va gravar imatges de les forces russes atacant el monument del soldat afganès de la ciutat i un motorista civil que passava a prop, possiblement confonent-los amb vehicles enemics. Un home va morir i un altre va resultar ferit per l'atac.
Les forces ucraïneses van utilitzar bombardejos amb coets i artilleria i atacs aeris per aturar els avanços russos. El Servei Estatal de Comunicacions Especials d'Ucraïna va informar que un d'aquests atacs d'artilleria va destruir un comboi de vehicles blindats russos que van designar com a "Grup V" (a causa de la lletra "V" marcada als vehicles) i que es van destruir més de 100 unitats d'equipament. Les forces ucraïneses també van destruir un pont que connectava Butxa i Irpín per evitar l'accés de més forces terrestres russes a Irpín.
L'assessor ucraïnès Oleksiy Arestovych va afirmar que els residents de Butxa també s'havien sumat a la lluita, llançant còctels molotov contra vehicles blindats i paracaigudistes russos. Anton Heraixxenko va informar que els civils van atacar una columna russa de 30 vehicles blindats, incendiant-ne un o dos.
En algun moment del dia, les autoritats ucraïneses van advertir als veïns de Butxa que no pujaren als autobusos que estaven "evacuant" la ciutat, ja que no hi havien iniciat cap evacuació. Les autoritats ucraïneses van afirmar que va ser un enginy emprat per les forces russes per seguir darrere dels autobusos completament carregats per tal d'entrar a Kíev, utilitzant els civils com a escuts humans. El mateix avís es va difondre a Irpín el mateix dia.
El 28 de febrer de 2022, les forces ucraïneses es van enfrontar i van destruir una columna blindada russa. L'alcalde de la ciutat, Anatoliy Fedoruk, va publicar un vídeo que mostrava les restes fumejant. Afirmà que no hi va haver víctimes civils o militars ucraïneses per l'atac.

### 1-5 de març de 2022
Els combats van disminuir prou perquè els residents i els periodistes van poder sortir als carrers i fotografiar vehicles i equipaments russos destruïts o abandonats. Aquestes fotos es van difondre pels mitjans de comunicació ucraïnesos, a qui alguns van descriure Butxa com un "cementiri" per als equips russos destruïts.
El 2 de març de 2022, les forces ucraïneses van començar a enviar ajuda humanitària cap a Butxa.
El 3 de març de 2022, l'Administració de l'Estat de l'Oblast de Kíev va anunciar que més ajuda humanitària es dirigia cap a Butxa i Irpín, així com les evacuacions començant a ambdues ciutats. Es va informar que més de 1500 dones i infants havien evacuat en tren i altres 250 van ser evacuats en autobús. Les evacuacions, però, es van complicar per la destrucció de les vies del ferrocarril en algunes rutes i les escaramusses en curs entre les forces ucraïneses i russes.
Les Forces Terrestres d'Ucraïna van anunciar més tard que Butxa havia estat alliberada; publicant un vídeo a les xarxes socials de soldats ucraïnesos aixecant una bandera ucraïnesa prop de l'edifici de l'ajuntament. A més, els equips d'emergència ucraïnesos van restaurar l'electricitat a la ciutat. Tanmateix, les forces russes van continuar lluitant dins de la ciutat, però es va informar que van ser rebutjades i empès de nou als afores de la ciutat per les forces ucraïneses.
El 4 de març de 2022, Anatoliy Fedoruk va confirmar que la ciutat continua sota control d'Ucraïna malgrat que les forces russes sondeven contínuament les defenses. El 5 de març de 2022, les forces russes van continuar atacant Butxa, però van ser contínuament rebutjades.

### 6-10 de març de 2022
El 6 de març de 2022, les forces russes van intensificar els bombardeigs de la ciutat, amb víctimes civils. L'ajuntament va informar que els civils s'havien refugiat als soterranis i que la ciutat no va poder rebre ajuda humanitària a causa dels constants bombardejos d'artilleria. Un funcionari ucraïnès, Oleksiy Arestovych, va declarar que les forces russes havien capturat Butxa i Hostomel el 5 de març i no permetien l'evacuació de civils, tot i haver informacions d'infants ferits. Huit civils van morir, segons Markushin. Es va informar que els residents a la ciutat baix control rus no tenien accés a menjar, aigua, gas i electricitat i van presenciar soldats russos matant civils que intentaven fugir de la ciutat.
El 8 de març de 2022, Anatoliy Fedoruk va informar que les forces ucraïneses encara estaven lluitant pel control de Butxa i que havien aconseguit recuperar alguns territoris. No obstant això, també va informar que les forces russes controlaven les principals carreteres, que havien intensificat els bombardeigs i no permetrien que els residents abandonessin les seues cases ja que els dispararien als carrers. Anatoliy va descriure la situació de la ciutat com "ostatge" de les forces russes.
Altres informacions indicaven que les forces russes només permetien eixir als ciutadans un temps limitat; ja fóra per a traure cadàvers del carrer o per a cuinar menjar al pati. Els ucraïnesos no van tindre accés a l'electricitat a causa de les forces russes que controlaven les subestacions de la ciutat.
El 9 de març de 2022, les forces ucraïneses van iniciar una evacuació massiva a l'oblast de Kíiv, inclosa Butxa. Fins a 20.000 civils van ser evacuats de la regió de Kíiv i l'evacuació va continuar fins al 10 de març durant el seu anunci. L'Administració estatal de l'oblast de Kíiv va qualificar la situació a Butxa de "tensa" enmig dels combats i l'evacuació.
Es va informar que la ciutat va ser capturada per les forces russes el 14 de març de 2022.

### Butxa sota control rus
El 15 de març, les tropes russes prenen control de l'Ajuntament i capturen als seus empleats. El dia següent, els civils capturats són alliberats. També el 16, les forces Ucraïneses llancen una contraofensiva contra diverses posicions russes pels volts de Kíiv, incloent-hi Butxa.

### Butxa sota control ucraïnés
El 29 de març, Alexander Formin anuncia que les forces russes reduïrien la seua presència a les zones de Kíiv i Txerniv. El 31 hi ha enfrontaments arran d'una ofensiva ucraïnesa. Les autoritats del país anuncien l'1 d'abril la represa de la ciutat.